# Білл Ліндон
Білл Ліндон (англ. Bill Lyndon, нар. 30 січня 1964, Мельбурн, Австралія) — колишній австралійський стронгмен. П'ятиразовий переможець змагань за звання «Найсильнішої людини Австралії». Окрім цього чотири рази змагався на турнірі «Найсильніша людина світу».

## Життєпис
Народився 30 січня 1964 року в місті Мельбурн, Австралія. Був із багатодітної родини: мав п'ятьох сестер та брата. Відвідував початкову школі міста Мельбурн. Згодом продовжив вищу в галузі підприємництво. Також має спеціальність інженер-будівельник. Був великим прихильником різних видів спорту: грав у австралійський футбол, американський футбол, реґбі, їздив на велосипеді. У віці 23 років захопився паверліфтинґом. Як підсумок виграв чотири національні титули з паверліфтинґу.
Перші відвідини серйозного заходу, присвяченого стронґмену відбувся у 1993 році. Він був запрошений до участі у «Класичній світовій силі м'язів» у Шотландії. Його суперником були знатні стронгмени такі як: Магнус вер Магнуссон, Форбс Коуен, Гері Тейлор, Манфред Гоеберл та Вейн Прайс. Не дивлячись на те що він не посів призових місць він зміг дістати величезний обсяг досвіду участі в подібних змаганнях. У змаганні «Найсильніша людина світу» 1993 року що проходило в місті Оранж, Франція Білл посів останнє місце.

## Власні скутки
- Присідання — 265 кг
- Вивага лежачи — 212 кг
- Мертве зведення — 310 кг